# DJ Qualls
 (août 2023).
Donald Joseph Qualls, connu sous le nom de DJ Qualls, est un acteur américain, né le 10 juin 1978 à Nashville, dans le Tennessee.

## Biographie

### Carrière
Donald Joseph Qualls est né à Nashville dans le Tennessee. Il fait ses études à Londres puis commence sa carrière d'acteur dans le Tennessee. C'est à cette époque qu'il est découvert par les photographes David LaChapelle et Steven Klein pour lesquels il pose (plus tard, il le fait aussi pour des marques de mode comme Prada ou Calvin Klein).
Il obtient son plus grand rôle dans le film Road Trip en 2000. En 2002, il tient la tête d'affiche du film Le Nouveau. Il est aussi au générique du blockbuster Fusion en 2003.
Il joue dans le premier épisode de la série Esprits criminels, dans le rôle de Richard Slessman. Il fait de brèves apparitions dans les séries Lost et Earl, ainsi que dans l'épisode 8 de la saison 2 de Breaking Bad, dans lequel il interprète un agent de police. Il incarne aussi Garth dans la série Supernatural (saisons 7 à 9). Il interprète également Simon, alias Citizen Z, dans Z Nation.
Depuis 2015 il est un des acteurs récurrents dans The Man in The High Castle sur Amazon Prime, l'adaptation du roman de Philip K. Dick Le Maître du Haut Château.

### Vie privée
En 2020, il fait son coming out homosexuel.
Qualls est aujourd'hui fier d'être un survivant du cancer et un promoteur de la recherche contre le cancer.

## Filmographie

### Cinéma
- 2000 : Road Trip : Kyle Edwards
- 2000 : Cherry Falls : Wally
- 2001 : Chasing Holden : Neil Lawrence
- 2002 : Comic Book Villains (en) : Archie
- 2002 : Big Trouble : Andrew
- 2002 : Cowboys and Idiots (en) : Junior
- 2002 : Le Nouveau : Dizzy Harrison / Gil Harris
- 2003 : Fusion : Theodore Donald "Rat" Finch
- 2005 : Hustle et Flow de Craig Brewer : Shelby
- 2005 : Little Athens (en) : Corey
- 2006 : I'm Reed Fish (en) : Andrew
- 2007 : Delta Farce : Everett
- 2007 : Familiar Strangers (en) : Kenny Worthington
- 2009 : Road Trip: Beer Pong : Kyle Edwards
- 2010 : All About Steve : Howard
- 2013 : American Stories : JJ
- 2015 : November rule : Kareem
- 2016 : Buster's Mal Heart : Brown
- 2024 : Carved : Bill

### Télévision
- 1998 : Mama Flora's Family (en) : Jason (2 épisodes)
- 2001 : Scrubs (épisode : Mon étudiant) : Josh
- 2005 :  Lost : Les Disparus (saison 2, épisode 4) : Johnny, l'ami de Hurley
- 2005 : Esprits criminels : Richard Slessman
- 2005 : New York, section criminelle (saison 5, épisode 9) : Robbie Boatman
- 2006 : Les Experts (saison 7, épisode 7) : Henry Garden
- 2006 : Monk (saison 4, épisode 13) : Rufus
- 2007 : Earl : Ray Ray (3 épisodes)
- 2007 : Numb3rs (saison 4, épisode 7) : Anthony Braxton
- 2008 : The Big Bang Theory (saison 1, épisode 10) : Toby Loobenfeld
- 2009 : Breaking Bad (saison 2, épisode 8) : Getz
- 2010 - 2011 : Memphis Beat : Davey Sutton (20 épisodes)
- 2011-2014 : Supernatural : Garth Fitzgerald IV (Apparitions dans plusieurs épisodes depuis la saison 7)
- 2013-2015 : Perception  : Rudy Fleckner, agent du FBI (5 épisodes)
- 2013-2014 : Legit  : Billy (26 épisodes)
- 2014 : Hawaii 5-0 : Marshall Demps (Saison 4 ép. 6)
- 2014-2018 : Z Nation : Citizen Z (Simon) (33 épisodes)
- 2015-2018 : Le Maître du Haut Château : Ed McCarthy (30 épisodes)
- 2017 : Fargo : Golem (2 épisodes)
- 2019 : Creepshow (série télévisée) : saison 1 épisode 2 ; Clark Wilson

### Autres
- A participé au clip Boys de Britney Spears.
- A participé au clip I'm Just a Kid de Simple Plan.